# El crimen de Benson
El crimen de Benson fue la primera novela de la serie de Philo Vance escrita por S.S. Van Dine, la cual se volvió un best-seller.
La novela estaba vagamente basada en un hecho real, que había aparecido en los titulares de los diarios, el asesinato no resuelto de un experto jugador de bridge, y que muchas personas la consideran una novela con clave.
- Datos: Q3824508
- Multimedia: The Benson Murder Case / Q3824508